# Embia major
Embia major — вид эмбий из рода Embia семейства Embiidae.

## Описание
Крупнейшие представители отряда. В длину достигает около 20 мм. Тело удлинённое цилиндрическое, довольно мягкое. Ротовой аппарат грызущего типа. Фасеточные глаза небольшого размера. Простые глазки отсутствуют. Усики сравнительно короткие. Крылья имеются только у самцов. Развитие неполное и поэтому крупные личинки почти не отличимы от бескрылых самок. Ноги бегательного типа, относительно короткие. На первом членике передней лапки имеются прядильные железы.

## Ареал
Обитают в Гималайских горах.